# Air Serbia
Air Serbia (estilitzat com a AirSERBIA; serbi: Ер Србија) és l'aerolínia de bandera de Sèrbia. Té la seu a Belgrad i la base principal a l'Aeroport de Belgrad Nikola Tesla. A juliol del 2019, la seva flota incloïa nou Airbus A319-100, tres Airbus A320-200, un Airbus A330-200, tres ATR 72-200, tres ATR 72-500, tres Boeing 737-300 i un Bombardier CRJ900. És la successora de Jat Airways.